# Бентају Сере
Бентају Сере (фр. Bentayou-Sérée) насеље је и општина у југозападној Француској у региону Аквитанија, у департману Атлантски Пиринеји која припада префектури По.
По подацима из 2011. године у општини је живело 109 становника, а густина насељености је износила 13,2 становника/km². Општина се простире на површини од 8 km². Налази се на средњој надморској висини од 280 метара (максималној 345 m, а минималној 218 m).

## Демографија
| 1962. | 1968. | 1975. | 1982. | 1990. | 1999. | 2011. |
| ----- | ----- | ----- | ----- | ----- | ----- | ----- |
| 110   | 104   | 110   | 103   | 110   | 97    | 109   |

График промене броја становника у току последњих година